# Coumarouna nudipes
Coumarouna nudipes là một loài thực vật có hoa trong họ Đậu. Loài này được (Tul.) Pittier mô tả khoa học đầu tiên năm 1928.